# هری فاکس
هری فاکس (انگلیسی: Harry Foxall؛ 9 November 1901 – ۱۹۷۶ (۷۴−۷۵ سال)) بازیکن فوتبال بود.